# Ндайишимие, Эварист
Эвари́ст Ндайишими́е (рунди и фр. Évariste Ndayishimiye; род. около 17 июня 1968, Гихета, Гитега) — государственный, военный и политический деятель, действующий президент Бурунди с 18 июня 2020 года. Представитель общности хуту.

## Биография

### Ранние годы и образование
Родился в 1968 году в коммуне Гихета, провинция Гитега. Начал изучать право в Университете Бурунди в Бужумбуре, но в 1995 году, после межэтнического насилия, покинул университет и присоединился к повстанческой группировке CNDD–FDD, где получил прозвище «Нева» (Neva).

### Военная и политическая карьера

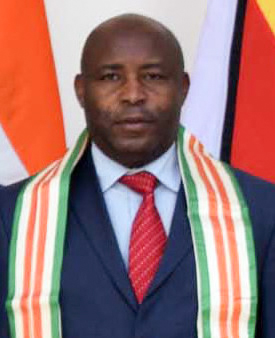
Ндайишимийе в Нью-Дели, 2018 год

Во время гражданской войны CNDD–FDD была одним из ключевых хуту-движений; Ндайишимийе командовал подразделениями и участвовал в политическом крыле движения. После окончания войны стал заместителем начальника штаба армии, в 2006–2007 годах — министром внутренних дел и общественной безопасности, затем — военным советником президента Пьера Нкурунзизы. В 2009–2017 годах возглавлял Национальный олимпийский комитет Бурунди. В 2014 году окончил Университет Мудрости Африки.
В августе 2016 года был избран генеральным секретарём правящей партии CNDD–FDD.

### Выборы и вступление в должность
В январе 2020 года был выдвинут кандидатом от CNDD–FDD в президенты. На выборах 20 мая 2020 года набрал около 71 % голосов. В связи со смертью П. Нкурунзизы 8 июня 2020 года был приведён к присяге преждевременно — 18 июня 2020 года.

## Президентство (2020 — н. в.)

### Внутренняя политика
Заявлял о борьбе с коррупцией, инициировал административные и кадровые перестановки, опираясь на партийное большинство CNDD–FDD и силовой блок.

### Борьба с COVID-19
Ндайишимийе объявил COVID-19 «злейшим врагом нации», закрывал границы и усиливал санитарный контроль. В 2021 году Бурунди получила первую партию вакцины Sinopharm из Китая.

### Внешняя политика
Курс Ндайишимийе отличается от изоляционизма прежнего правительства: он совершил ряд зарубежных визитов и принял иностранных лидеров. Участвовал в саммите США–Африка в Вашингтоне (декабрь 2022); в июле 2023 года посетил саммит «Россия–Африка» в Санкт-Петербурге и Универсиаду в Чэнду (встречи с В. Путиным и Си Цзиньпином).

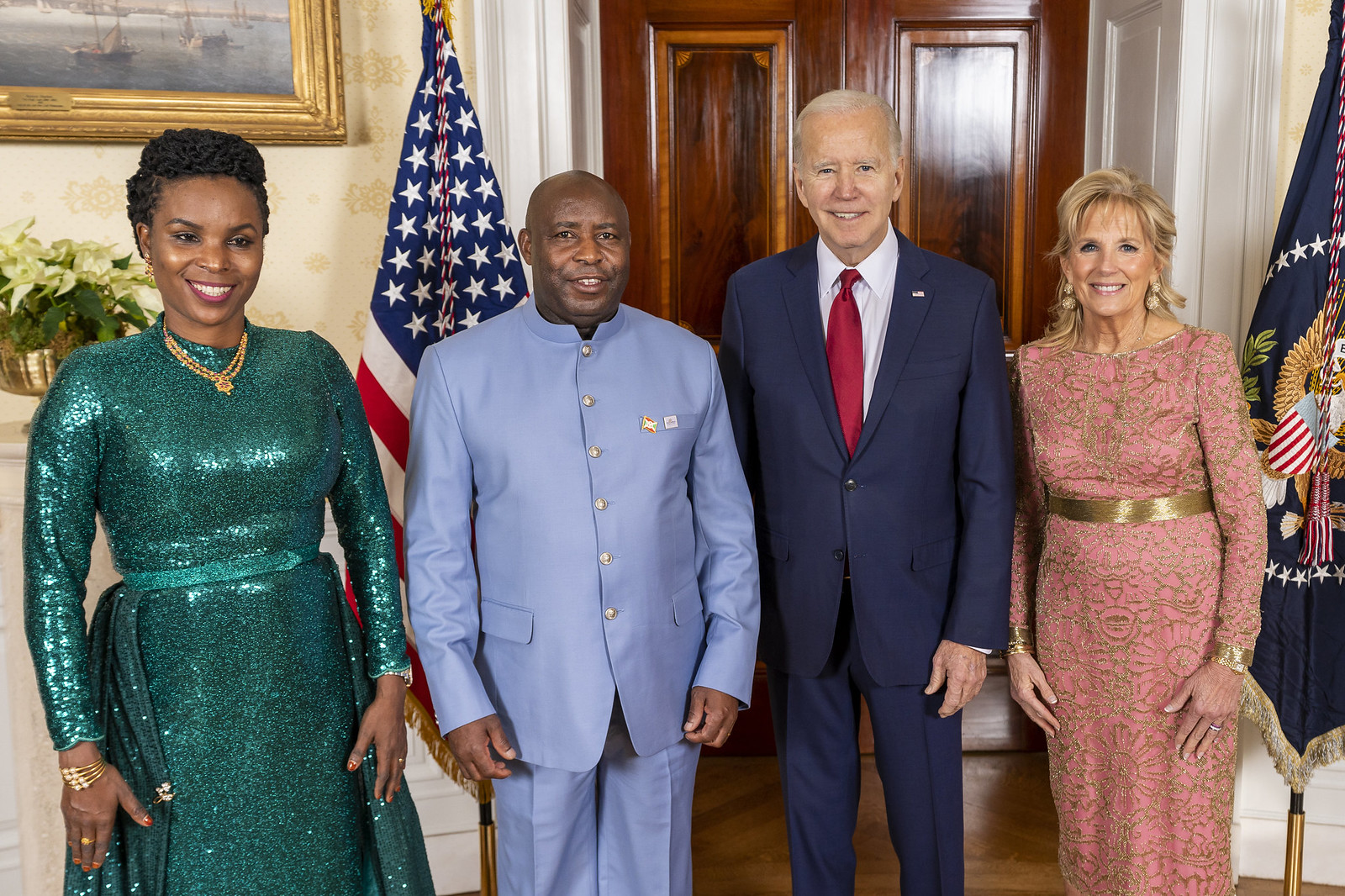
Ндайишимийе с Джо и Джилл Байден и первой леди Ангелиной, Вашингтон, 2022 год

### Права человека и критика
Правительство Ндайишимийе подвергается критике международных организаций за ограничения гражданских свобод и давление на оппозицию. В декабре 2023 года президент вызвал осуждение заявлением о том, что «гомосексуалы должны быть побиты камнями».

### Роль в Африканском союзе
С 15 февраля 2025 года — первый заместитель председателя Африканского союза. 17 июля 2025 года назначен специальным посланником AU по региону Сахель. Ряд правозащитных структур призвали уделить приоритетное внимание соблюдению прав человека в регионе.

## Семья и личная жизнь
Женат на Ангелине Ндайишимийе (Ндайубаха), у пары шестеро детей. Первая леди активно занимается благотворительностью и руководит инициативами Femme Intwari и фондом Bonne Action Umugiraneza.